# Rodenbach bei Puderbach
Rodenbach bei Puderbach ist eine Ortsgemeinde im Landkreis Neuwied im Norden von Rheinland-Pfalz. Die Gemeinde gehört der Verbandsgemeinde Puderbach an.

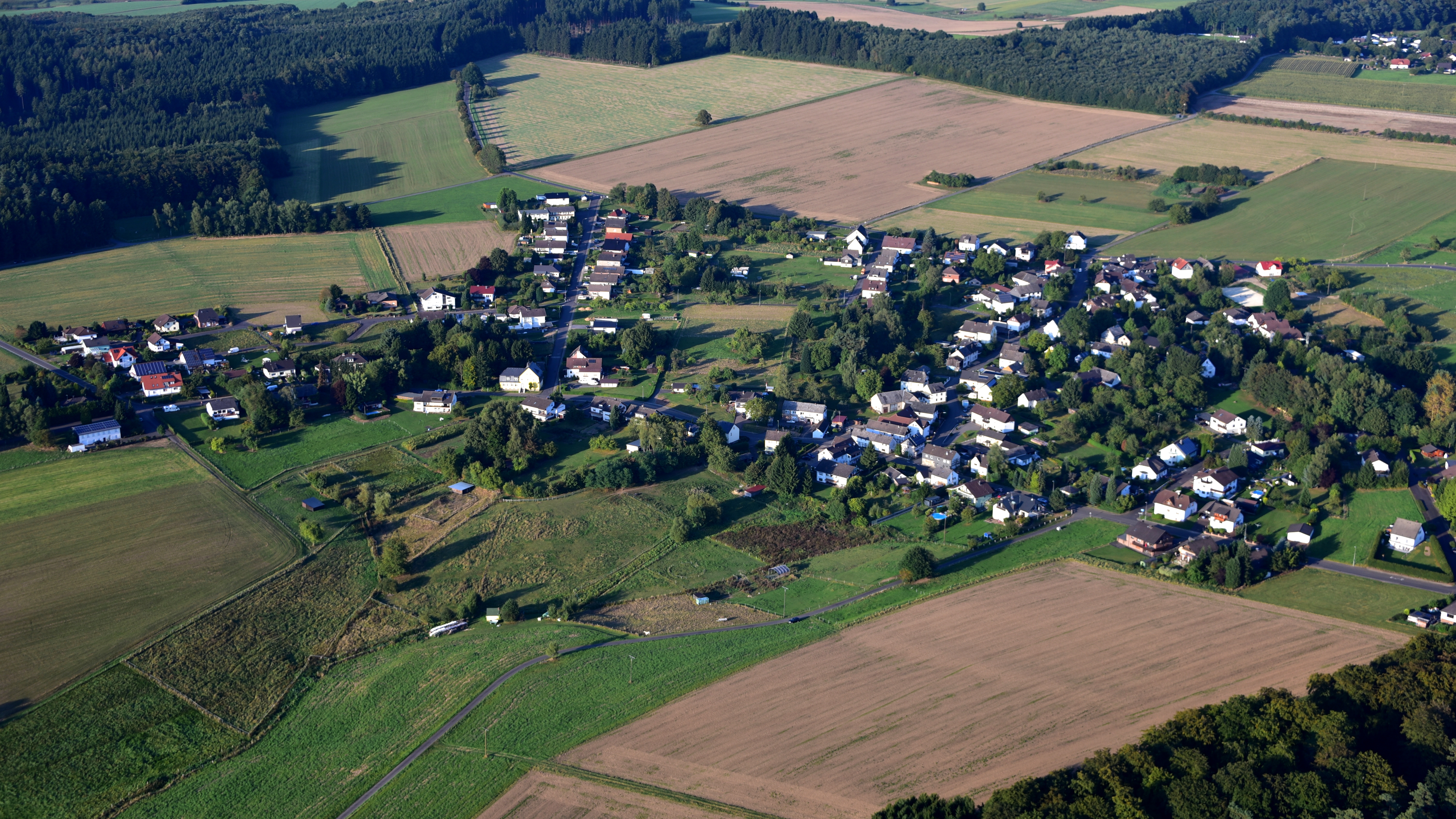
Rodenbach bei Puderbach, Luftaufnahme (2016)

## Geographie
Der Ort liegt nordöstlich von Puderbach am Rande des Naturparks Rhein-Westerwald.
Neitzert und Udert sind Ortsteile der Gemeinde.

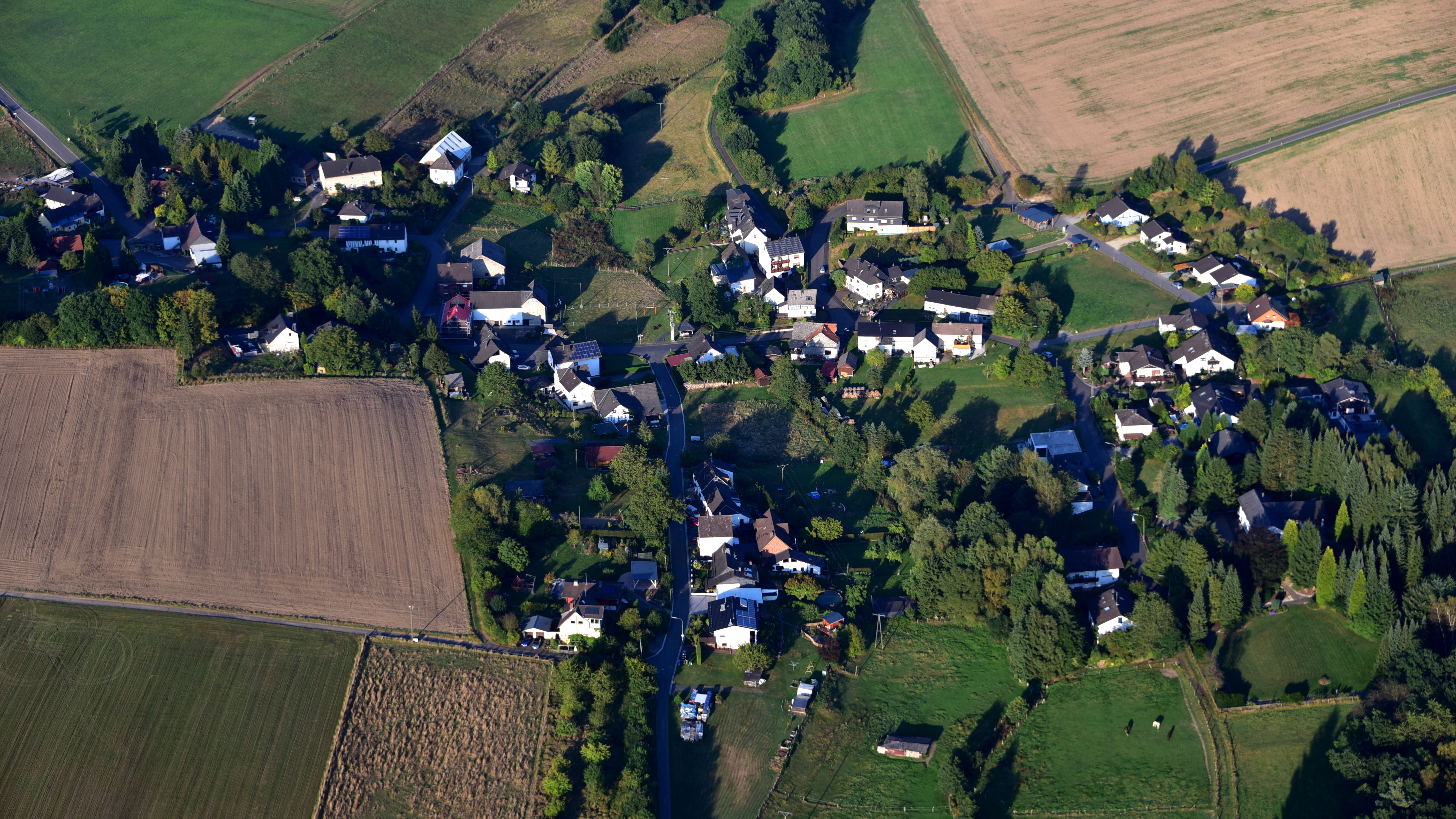
Udert, Luftaufnahme (2016)

## Geschichte
Rodenbach wurde 1382 als Roudenbach erstmals erwähnt.
Kulturdenkmäler
Siehe Liste der Kulturdenkmäler in Rodenbach bei Puderbach
Bevölkerungsentwicklung
Die Entwicklung der Einwohnerzahl von Rodenbach bei Puderbach, die Werte von 1871 bis 1987 beruhen auf Volkszählungen:
| Jahr | Einwohner |
| ---- | --------- |
| 1815 | 208       |
| 1835 | 306       |
| 1871 | 405       |
| 1905 | 412       |
| 1939 | 410       |
| 1950 | 449       |
| 1961 | 407       |

| Jahr | Einwohner |
| ---- | --------- |
| 1970 | 507       |
| 1987 | 511       |
| 1997 | 664       |
| 2005 | 664       |
| 2011 | 685       |
| 2017 | 647       |
| 2022 | 690       |

## Politik

### Bürgermeister
Werner Wenzel wurde 2019 Ortsbürgermeister von Rodenbach. Bei der Direktwahl am 26. Mai 2019 wurde er mit einem Stimmenanteil von 60,82 % für fünf Jahre in das Amt gewählt. Er wurde im Juni 2024 wiedergewählt.
Seine Vorgänger waren Peter Riedel (Ortsbürgermeister 2014–2019) und Lothar Zimmermann.

## Verkehr
Die nächste Autobahnanschlussstelle ist Neuwied an der A 3. Der nächstgelegene Nahverkehrsbahnhof ist Altenkirchen (Westerwald), der nächste Fernbahnhof Montabaur an der Schnellfahrstrecke Köln–Rhein/Main. Die Orte Rodenbach, Neitzert und Udert bedient werktags die Buslinie 294 des Omnibusbetriebs Martin Becker, deren Fahrplan allerdings vorwiegend auf den Schülerverkehr ausgelegt ist.